# Dirk Hartog
Dirk Hartog (batejat el 30 d'octubre de 1580 - enterrat l'11 d'octubre de 1621) va ser un navegant i explorador neerlandès del segle XVII. La seva expedició va ser el segon grup europeu que va posar un peu a la costa occidental d'Austràlia i el primer que va deixar enrere un artefacte per registrar el seu pas, la placa de Hartog, a l'illa que avui en dia porta el seu nom, l'Illa Dirk Hartog.
El seu nom no es coneix amb precisió i de vegades s'escriu alternativament Dirck Hartog, Dirck Hartog o Dirch Hartichs o fins i tot Theodoric Hertoge i Hartogszoon.

## Biografia
Nascut en una família de mariners, va rebre el comandament del seu primer vaixell als 30 anys i va passar diversos anys en operacions comercials reeixides a la Mediterrània i la mar Bàltica.
Després va ser contractat per la Companyia Neerlandesa de les Índies Orientals el 1615 fou nomenat capità de l'Eendracht en una expedició d'una flota cap a les Índies Orientals Neerlandeses. Tots els vaixells van sortir junts dels Països Baixos el gener de 1616, però Hartog i el seu vaixell es varen separar de la resta per una tempesta i va arribar sol al cap de Bona Esperança.
Va partir de nou cap a Batavia (l'actual Jakarta), utilitzant la ruta Brouwer descrita pel també navegant neerlandès Hendrik Brouwer que aprofitava els Quaranta rugents com una ruta més ràpida per arribar a l'illa de Java. El 25 d'octubre de 1616, a aproximadament 26° de latitud sud, Hartog i la seva tripulació els va sorprendre veure aparèixer un grup d'illes desconegudes. Van desembarcar a una de les illes que avui dia es coneix com a illa Dirk Hartog, a l'entrada de la badia dels Taurons, a la costa occidental d'Austràlia. Per tant, va ser el segon europeu conegut que va posar un peu a territori australià, el primer va ser Willem Janszoon.
Hartog va passar tres dies examinant la costa i les illes més properes. Va batejar la zona amb el nom d'Eendrachtsland pel seu vaixell, encara que aquest nom no ha perdurat. Abans de marxar cap a Batavia, Hartog va deixar-hi damunt un suport de fusta el primer objecte i el primer escrit europeu que es coneix a Austràlia: un plat de peltre amb una inscripció que testimonia el seu pas per aquesta terra. La inscripció (traduïda de l'original neerlandès) diu:
« El 25 d'octubre de 1616 va arribar aquí el vaixell Eendracht d'Amsterdam. Cap mercader Gilles Miebais de Lieja; el patró Dirck Hatichs (Dirk Hartog) d'Amsterdam. El dia 27 marxem cap a Bantum. El comerciant Jan Stins; Cap timoner Pieter Doores de Brielle. Any 1616. »
En no trobar-hi res d'interès, Hartog va continuar navegant cap al nord al llarg d'aquesta costa fins ara inexplorada d'Austràlia Occidental, fent cartes nàutiques fins als 22° de latitud sud. Aleshores va deixar la costa i va posar rumb cap a Batavia, arribant-hi finalment el desembre de 1616, uns cinc mesos després de la seva arribada prevista.
Al seu retorn a Amsterdam el 1618 va deixar l'ocupació de la Companyia Neerlandesa de les Índies Orientals, reprenent les empreses comercials privades al Bàltic.